# Macromia hamata
Macromia hamata là loài chuồn chuồn trong họ Macromiidae. Loài này được Zhou mô tả khoa học đầu tiên năm 2003.